# TOI-3570.01
TOI-3570.01 — экзопланета, вращающаяся вокруг звезды TOI-3570, с диаметром на 17 % больше, чем у Юпитера. Она была обнаружена в 2021 году с помощью транзитного метода.

## Физические характеристики

### Масса, радиус и температура
TOI-3570.01 — это газовый гигант. Его радиус составляет 1,17 RJ; по состоянию на 2025 год масса пока остаётся неизвестной. Температура поверхности экзопланеты составляет 3226 K, поэтому она принадлежит к классу горячих юпитеров.

### Родительская звезда
Планета вращается вокруг звезды спектрального класса A TOI-3570. Звезда имеет массу 2,86 M☉ и радиус 1,35 R☉. Её светимость оценивается в 23,80 L☉. Она имеет температуру 10984 K. Для сравнения, температура поверхности Солнца составляет 5778 K.
Видимая звёздная величина звезды, или насколько ярко она выглядит с точки зрения Земли, составляет 13,63. Поэтому она слишком тусклая, чтобы её можно было увидеть невооружённым глазом.

### Орбита
TOI-3570.01 вращается вокруг своей родительской звезды с периодом обращения 2,10 суток.

## Подтверждение
Существование экзопланеты TOI-3570.01 было подтверждено в 2024 году учёными Государственного астрономического института имени П. К. Штернберга с помощью глобальной сети телескопов-роботов МАСТЕР.